# Risques d'effondrements environnementaux et sociétaux
Les risques d'effondrements environnementaux et sociétaux du monde industriel contemporain concernent la possibilité que des bouleversements majeurs affectent l'environnement et les sociétés humaines avant la fin du XXIe siècle en raison notamment de l'extinction en cours de nombreuses espèces vivantes et du réchauffement climatique. Ils participent à un processus de catastrophe potentielle à l'échelle de la vie sur Terre.
Ces risques de catastrophes planétaires sont de nature systémique ; ils peuvent être dus en particulier à la consommation excessive des ressources naturelles, ce qui recouvre aussi bien l'exploitation d'énergies fossiles libérant des gaz à effet de serre que la destruction des milieux naturels, et à la pollution liée surtout à l'utilisation du pétrole et de ses nombreux dérivés. L'évaluation de leur degré de gravité repose sur des indices mesurables et des études documentées.
Alors que les effondrements de civilisations du passé ont été géographiquement limités à celles-ci, les analyses actuelles envisagent un bouleversement systémique qui pourrait être mondial. Elles n'envisagent pas nécessairement la fin de l'humanité mais plutôt celle de la société industrielle. Elles s'appuient sur des faits scientifiques dont la réalité est reconnue par des rapports et expertises scientifiques et institutionnels.

## Définitions et causes d'un risque d'effondrement de la civilisation industrielle

### Définitions
Il existe plusieurs définitions de l'effondrement. Les archéologues parlent d'effondrement lors d'une réduction rapide d'une population et/ou de la complexité politique/économique/sociale/institutionnelle, sur une zone significativement étendue et pour une durée importante.
L'anthropologue américain Joseph Tainter, dans son ouvrage L’Effondrement des sociétés complexes (The Collapse of Complex Societies), complète cette définition principalement par trois points. Selon lui, plus une société est complexe, plus elle requiert de l'énergie (obtenue autrefois à partir de la biomasse). Après avoir épuisé l'énergie bon marché et la dette abordable, une société complexe perd sa capacité à résoudre ses problèmes (économiques et autres). Pour Tainter, l'effondrement est la simplification rapide d'une société,,
Enfin, le Journal officiel de la République française le définit comme "une Théorie selon laquelle des populations végétales et animales, voire des écosystèmes, sont voués à disparaître du fait d’une surexploitation qui excède leur résilience, entraînant la perte des services écosystémiques et un effondrement de la civilisation qui dépend de ces services".

## Causes de l'effondrement
Selon Dennis Meadows, professeur émérite américain de l'université du New Hampshire en gestion des systèmes, l'effondrement implique un processus de « boucle de rétroaction positive », c'est-à-dire un phénomène qui renforce ce qui le provoque. Ce genre de processus, à l'origine des effondrements financiers, peut concerner des systèmes plus globaux.
Pour les collapsologues et autres défenseurs de ces théories, les facteurs qui contribuent à l'effondrement de la civilisation industrielle ont la particularité d'être interdépendants et globaux, d'où un risque de perturbations systémiques mondialisées et en cascade. Ces facteurs sont étudiés dans les champs environnementaux, économiques, sociaux et culturels.
Marine de Glugliermo (d), chercheuse à l'IRSEM distingue le "basculement" du système terre de l'"effondrement", qui désigne la « désarticulation du système socio-politico-économique provoqué par l'épuisement des ressources et des écosystèmes ».

### Dégradation de la Biosphère et de la Biodiversité
L'Anthropocène se caractérise par une transformation radicale de l'écosystème mondial (disparition des forêts primaires et de la faune sauvage). Ainsi, Anthony David Barnosky, spécialiste américain de biologie évolutive de l'université de Berkeley analyse, dans la revue Nature, la possibilité du changement brusque et irréversible de l'écosystème mondial. Johan Rockström, professeur suédois en gestion des ressources naturelles au Stockholm Environment Institute établit en préambule de son article sur les limites planétaires que « les pressions anthropiques sur le système terrestre ont atteint une échelle où le changement environnemental mondial brusque ne peut plus être exclu ». Will Steffen, chimiste américain de l'université nationale australienne, conclut, dans la revue Science, que « La transgression des limites planétaires crée […] le risque substantiel de déstabiliser l'état Holocène du système Terre » ; la destruction des écosystèmes et de la biodiversité ayant elle-même plusieurs origines: besoin d'espace pour l'industrie agroalimentaire de masse, l'élevage intensif, les mines et les industries qui induisent des déforestations massives, surpêches et pollutions marines, déclins des pollinisateurs, fragmentations et dégradations des habitats naturels, etc., Cette perte de la biodiversité compromet les services écosystémiques essentiels à la vie (pollinisation, purification de l'eau, régulation du climat). L'effondrement en cours des populations d'insectes, par exemple, menace directement la production agricole et les chaînes alimentaires. Ceci conduirait – en un temps très rapide mais difficile à évaluer – à un effondrement global dont la forme exacte reste à déterminer.

### Changement climatique
Le dérèglement climatique et ses conséquences : la fonte des calottes glaciaires, la disparition accélérée du pergélisol qui, en libérant de très grandes quantités de méthane et de dioxyde de carbone participe, par boucle de rétroaction, au réchauffement climatique, la montée des eaux qui menace d'inondation de nombreuses villes et mégalopoles côtières, de multiples îles et îlots (certaines îles du Pacifique sont déjà englouties), des régions entières et de grands bassins de vie. Ces inondations entraîneront des déplacements massifs de population qui s'ajouteront aux millions de migrants contraints de quitter des terres devenues infertiles à cause de ce même réchauffement climatique. Le dérèglement climatique est également à l'origine de manifestations naturelles de plus en plus fréquentes et intenses, comme la multiplication de tornades et cyclones tropicaux, de tempêtes et orages, d'incendies et de pluies torrentielles, de canicules, de sécheresses et également d'épisodes extrêmement froids,.

### Croissance démographique et pression sur les écosystèmes
La croissance démographique, si elle se poursuivait de façon exponentielle, entraînerait une surpopulation. Cette surpopulation était déjà redoutée par Thomas Malthus au XVIIIe siècle, qui la théorisa notamment en prônant la restriction démographique. D'après l'Institut national d'études démographiques, la population mondiale devrait atteindre un maximum à 10,9 milliards d'habitants un peu après 2100. Cette croissance de la population exerce une pression sur les ressources naturelles et combinée à des modes de consommations non durables accelère les risques d'effondrement,. Selon les projections du rapport Meadows, du fait de l'effondrement global, la population commencerait à décroître sensiblement à partir de 2030.

### Inégalités sociales et économiques
Des inégalités croissantes, combinées à une concentration des richesses et du pouvoir entre les mains d'une élite restreinte, peuvent affaiblir la cohésion sociale et la stabilité politique. Selon l'anthropologue Peter Turchin, l'appauvrissement des classes populaires conjugué à une "surproduction d'élites" accumulant richesses et pouvoir finit par engendrer un effondrement. En mars 2014, une étude parrainée par le Goddard Space Flight Center, le principal centre de la NASA, montre que les fortes inégalités économiques et une forte prédation des ressources naturelles sont deux causes-clés de l'effondrement d'une civilisation,.

### Convergence de différentes causes
Tous ces paramètres convergent et sont autant de causes d'un possible effondrement. Ces facteurs ne provoquent pas les mêmes effets : la fin du pétrole affectera d'abord le monde industriel et les transports alors que le changement climatique affecte potentiellement toutes les espèces vivantes. C'est l'interconnexion de tous ces facteurs qui accrédite la théorie d’un possible effondrement systémique global.
Les causes considérées sont d'origine anthropique,. Les phénomènes sous-jacents, qui selon ces théories pourraient conduire à un effondrement civilisationnel, s’appuient sur diverses études scientifiques,,, et dont la réalité et la gravité est prise en considération par de nombreux organismes publics, parmi lesquels le club de Rome, le GIEC,, des autorités militaires internationales, la Banque mondiale et le Forum de Davos.
Quelques auteurs attribuent les risques d'effondrement global au capitalisme mondial et ont proposé le terme de « capitalocène »,, à côté de celui d'Anthropocène.

## Historique

### Origines de la notion d'effondrement
L'effondrement a mis fin à de nombreuses sociétés et civilisations. Dès le XIXe siècle des scientifiques ont douté de la pérennité de la civilisation industrielle (Jean-Baptiste de Lamarck par exemple).
Cependant les premières études rigoureuses et vérifiables n'apparaissent qu'à partir des années 1970. La notion d'effondrement a été appliquée à la civilisation industrielle par le club de Rome (— composé entre autres de scientifiques, d'économistes, ainsi que d'industriels de 52 nations —), qui a commandé au professeur Dennis Meadows du Massachusetts Institute of Technology (MIT) une étude sur l'état des ressources naturelles dans le monde. Le « rapport Meadows » publié par le club de Rome en 1972 sous le titre : The Limits To Growth, traduit en français par Les Limites à la croissance est basé sur la « méthode de la dynamique des systèmes » et sur des modèles de simulation informatiques. Le modèle World3 montrait que, sans inversion de tendance, un effondrement aurait lieu durant la première moitié du XXIe siècle. Les révisions du rapport, en 1993 et en 2004, confirment ce pronostic. En 2012, le chercheur australien Graham Turner du Commonwealth Scientific and Industrial Research Organisation (CSIRO), en compilant 40 ans de données de l'ONU, a montré que le modèle s'était avéré précis et robuste, confirmant ainsi l'imminence d'un effondrement, ainsi que l'apparition des premiers signes.
Dès 1973, l'agronome français René Dumont développe les conséquences du rapport au club de Rome. Dans son ouvrage L'Utopie ou la mort !, évoquant selon ses propres termes une « fin de la civilisation » pour le début du XXIe siècle. Afin d'y échapper il propose comme pistes : le contrôle démographique, les économies et le recours à d'autres sources d'énergie, la coopération internationale avec les pays en voie de développement, et la protection et la remédiation des sols.

### 2001-2010
En 2002, lors du IVe Sommet de la Terre, le discours de Jacques Chirac est sans concession : « Notre maison brûle et nous regardons ailleurs. » ; « La Terre et l'humanité sont en péril, et nous en sommes tous responsables. » ; « Prenons garde que le XXIe siècle ne devienne pas pour les générations futures celui d'un crime de l'Humanité contre la vie. »
En 2005 le biologiste évolutionniste américain Jared Diamond popularise le mot « effondrement » par son essai Effondrement : Comment les sociétés décident de leur disparition ou de leur survie. Il insiste sur le fait que les déclins de civilisations naissent de la rencontre de plusieurs paramètres dont les plus importants, selon lui, sont « des dommages environnementaux, un changement climatique, des voisins hostiles, des rapports de dépendance avec des partenaires commerciaux, et les réponses apportées par une société », auxquels s'ajoutent la surpopulation et l'épuisement des ressources naturelles[réf. nécessaire].
En 2007, James Lovelock, scientifique britannique et auteur de l'hypothèse Gaïa, déclarait devant la Royal Society que le réchauffement climatique est plus rapide que prévu, et que ses conséquences pourraient être tragiques pour la survie de la civilisation au XXIe siècle du fait du probable chaos qu'il va causer sous forme de famines, sécheresses et migrations de masse : « Nous sommes dans l'étrange situation de vivre sur une planète où le climat et l'évolution de la composition (de l'atmosphère) est maintenant si rapide qu'il s'avère trop rapide pour que nous puissions réagir. »
Il a par la suite (en 2012) reconnu avoir été trop alarmiste lorsqu'il prévoyait la mort de milliards d'humains. En 2015, bien que plus prudent sur la date de la catastrophe climatique, il reste convaincu que les conséquences du réchauffement climatique finiront par nous rattraper, car pense-t-il les humains sont incapables d'inverser la tendance : l'essentiel n'est pas même la survie de l'humanité, mais la continuation de la vie elle-même ; si la population et sa consommation dépassent les capacités de la planète, la Terre trouvera, par elle-même, un moyen de se débarrasser, d'une façon ou d'une autre, de l'excédent et de poursuivre sa perpétuation :

« Je considère avec beaucoup de sérénité un genre d'évènement, pas trop rapide, qui réduirait notre population à environ un milliard ; je pense que la Terre serait plus heureuse. »

Jean-Marc Jancovici, ingénieur polytechnicien français, ancien collaborateur de l'ADEME concernant notamment la mise au point du bilan carbone et participant en 2007 au Grenelle de l'environnement, alerte régulièrement depuis 2001 sur les menaces directes pour l'humanité que pose la conjonction de l'effondrement des ressources énergétiques et des effets du réchauffement accéléré du climat.
Cette crise est présentée comme un scénario de plus en plus crédible à moyen terme, voire à relativement court terme, par de nombreux lanceurs d'alerte dont John Beddington, scientifique britannique, spécialiste de la gestion durable des ressources naturelles et conseiller scientifique en chef du gouvernement du Royaume-Uni. En mars 2009 il estimait prospectivement que le monde – sans profonds et rapides changements de comportements individuels et collectifs – va vers un effondrement écologique et économique global qu'il compare à un ouragan parfait (économique, social et environnemental), qui se concrétisera selon lui vers 2030. 
En 2008, Denis Dupré et Michel Griffon, publient La Planète, ses crises et nous, montrant les liens entre crises financières, climatiques, alimentaires et de l'énergie. Ils détaillent les changements possibles pour assurer un monde durable pour 2050. Dix ans plus tard (en 2018), Denis Dupré estime qu'il est maintenant trop tard pour éviter l'effondrement : selon lui, « la planète Titanic va couler et les riches sont en train de se ruer sur les canots de sauvetage ».
Clive Hamilton (philosophe australien) publie en 2010 Requiem pour l'espèce humaine, ouvrage qui prend acte des menaces qui pèsent sur nos civilisations.

### Depuis 2011

#### 2013
- Les biologistes américains Anne H. et Paul R. Ehrlich, de l'université Stanford, estiment dans un article publié dans la revue Proceedings of the Royal Society (série B) qu'un effondrement de notre civilisation est difficilement évitable[66].
- Un livre Du risque à la menace est co-écrit par un groupe de « spécialistes de la question des risques dans les domaines de l'histoire, de l'économie, de la sociologie, du droit, de l'environnement et de la médecine, [qui] montre comment les sociétés technologiquement avancées progressent, inexorablement semble-t-il, vers un horizon obscurci par la menace »[67].
- Dmitry Orlov publie The Five Stages of Collapse (Les Cinq Stades de l'effondrement), en y détaillant surtout les trois premiers (effondrements financier, commercial et politique) et abordant les deux suivants (social et culturel) dans les derniers chapitres[68].

#### 2015
- Le livre Comment tout peut s'effondrer de Pablo Servigne et Raphaël Stevens[69] synthétise les principaux paramètres pouvant conduire notre civilisation à l'effondrement[70]. Les auteurs créent le néologisme « collapsologie »[71] qu'ils définissent comme « l'exercice transdisciplinaire d'étude de l'effondrement de notre civilisation industrielle […] ». Selon les auteurs, les principaux facteurs d'effondrement sont l'approche des limites physiques (manque de ressources et énergie), le dépassement de seuils de basculement irréversibles (des systèmes climatiques et écosystémiques), l'inertie de notre société (phénomène de verrouillage socio-technique) et la vulnérabilité des réseaux complexes (financiers, d'approvisionnement, d'information, etc.).
- À la suite du nouveau rapport du Club de Rome, The Limits To growth Revisited, Ugo Bardi (chimiste universitaire italien) écrit : Le Grand Pillage – Comment nous épuisons les ressources de la planète, insistant sur la surexploitation des métaux et minerais (cuivre, zinc, or, uranium…) devenue telle que le risque de pénurie approche, par raréfaction ou en raison du coût prohibitif de leur exploitation[72].

- Le pape François s'émeut de l'avenir de la planète et de l'humanité. Il publie le 18 juin 2015 une encyclique (Laudato si') dont le sous-titre est Sur la sauvegarde de la maison commune consacrée aux questions environnementales et à l'écologie humaine, ce qui est une première dans l'histoire de la papauté. Le pape y « critique le consumérisme et le développement irresponsable tout en dénonçant la dégradation environnementale et le réchauffement climatique »[73].

#### 2018
- En octobre 2018, le nouveau rapport du Groupe d'experts intergouvernemental sur l'évolution du climat (GIEC) annonce un réchauffement global de +1,5 °C dès 2030 par rapport à l'ère pré-industrielle (vers 1790)[74] et sonne « l'ultime alerte avant un monde en crise permanente »[75]. Ce réchauffement entraînera de multiples conséquences comme des vagues de chaleur, des pluies torrentielles, une forte réduction de la biodiversité, des récifs coralliens, des populations de poissons et des rendements céréaliers, une hausse du niveau des océans et la fonte totale de la banquise arctique l'été[76].
- À la suite de la parution du rapport du GIEC, les élèves des grandes écoles d'ingénieurs et de commerce françaises plaident pour un réveil écologique dans un manifeste[77] recueillant plus de 30 000 signatures[78].
- Un documentaire est publié en décembre sur C8, qui soutient la proximité d'un effondrement[79].

#### 2019
- Le rapport de la plateforme intergouvernementale scientifique et politique sur la biodiversité et les services écosystémiques (IPBES), publié le 6 mai 2019, alerte sur une perte de biodiversité sans précédent, affirmant que « la santé des écosystèmes dont nous dépendons, se dégrade plus vite que jamais » et qu'« un million d’espèces animales et végétales risquent de disparaître à brève échéance »[80],[81]. Le rapport signale que cette disparition du vivant menace l’humanité tout entière[82],[83].
- Le Groupe d'experts intergouvernemental sur l'évolution du climat (GIEC) fait paraître en août 2019 un Rapport spécial sur le changement climatique et les terres émergées[84]. Il mentionne principalement qu'un quart des terres est durablement dégradé[85] et qu'une augmentation de la température moyenne mondiale de 2 °C constitue une menace importante pour la sécurité alimentaire[86],[87].

« Ce que souligne surtout ce dernier rapport du Giec est que les terres se réchauffent deux fois plus vite que le globe. Sur la période de référence, les continents ont vu leur température de surface croître de 1,53 °C en moyenne. Les 1,5 °C stipulés dans l’accord de Paris sont donc déjà dépassés dans ce que ressentent les humains et les écosystèmes terrestres. »

- En septembre 2019, le GIEC publie un rapport sur les océans et la cryosphère[88],[89] dans lequel il est signalé notamment que les eaux vont monter jusqu'à 1 mètre en 2100, que les évènements climatiques extrêmes vont croître en intensité et en fréquence, que les glaciers en fondant vont priver de larges bassins de population d'eau potable et de possibilités d'irrigation, que le réchauffement, l'acidification et les pertes en oxygène des océans « perturbent les espèces et l'ensemble de la chaîne alimentaire »[90].
- Le thème des risques d'effondrement donne lieu à de nombreuses publications en 2019 :
  - En mars, Luc Semal, maître de conférences en science politique au Muséum national d'histoire naturelle à Paris, publie Face à l'effondrement : Militer à l'ombre des catastrophes[91]. Selon lui, la peur peut ne pas être paralysante et être le moteur de l'action. Face à « l’oblitération de tout avenir commun au nom de l’impératif de croissance », la peur peut contribuer à esquisser une « démocratie écologique »[92].
  - En mai, l'astrophysicien Aurélien Barrau publie l'ouvrage Le plus grand défi de l'histoire de l'humanité : Face à la catastrophe écologique et sociale[93],[94].
  - En juin, Corinne Morel Darleux, conseillère régionale, publie un livre intitulé Plutôt couler en beauté que flotter sans grâce : Réflexions sur l'effondrement[95].
  - En novembre, l'auteur et journaliste américain David Wallace-Wells publie la traduction de son livre La Terre inhabitable qui fait suite à un article paru en juillet 2017 dans le magazine New York. Dans ce livre, l'auteur annonce, avec l'appui de références scientifiques documentées, les difficultés inédites auxquelles l'humanité va être confrontée dans un avenir proche et, selon le journal Le Monde, déroule « le scénario d’un cataclysme en douze chapitres sinistres »[96].
- Le 2 décembre 2019, le HuffPost publie un sondage selon lequel 58 % des Français redoutent un effondrement de notre civilisation ; interrogés sur les causes possibles d’un effondrement, les sondés citent d'abord le réchauffement climatique (36 %), devant la surpopulation (17 %) et la montée des inégalités (14 %)[97].

#### 2020
- Le 8 juillet 2020, un rapport de l'Organisation météorologique mondiale, agence de l'Organisation des Nations unies, confirme l'augmentation de la température moyenne mondiale en 2024 de +0,9 à +1,6 °C par rapport à l'ère pré-industrielle, dépassant donc parfois la limite de +1,5 °C fixée par l'accord de Paris sur le climat pour 2100[98].
- Le 30 septembre 2020, les chefs d'État et de gouvernement se sont réunis au sommet de l'ONU sur la biodiversité en vue d'agir de façon urgente pour tenter d'inverser l'effondrement de la biodiversité mondiale[99],[100].

#### 2021
- En juin 2021, un projet de rapport du GIEC se montre nettement plus alarmiste que le dernier rapport, publié en 2014. Il alerte que « l’humanité est à l’aube de retombées cataclysmiques » et précise que si la vie sur terre peut s'adapter à un changement climatique majeur par la création de nouvelles espèces, l’humanité, quant à elle, ne le peut pas[101],[102].
- Selon un texte publié en juillet 2021, dans la revue BioScience, sur les 31 « signes vitaux » de la planète, 18 atteignent des records et indiquent que « nous allons vers des points de rupture »[103]. Selon un autre article paru dans la revue Nature, nous sommes à l’aube d’une cascade de points de bascule qui pourrait aboutir à un point global de basculement irréversible. Cette possibilité est « une menace existentielle pour la civilisation » écrivent Tim Lenton et ses collègues. L'article signale notamment que ces points de basculement arrivent beaucoup plus rapidement que ce que prévoyaient les scientifiques[104].
- Le 9 août 2021, le GIEC fait paraitre le 1er volet de son sixième rapport sur l'évolution du climat[105]. Ce dernier rapport est « l'avertissement le plus sévère jamais lancé » selon le président de la COP26, Alok Sharma, qui a toutefois défendu le projet du Royaume-Uni d'autoriser l'exploration de gisements de pétrole et de gaz[106]. Ce rapport démontre que le réchauffement est plus rapide et plus fort que ce que prévoyaient les climatologues[107], que la limite de +1,5 degré sera franchie autour de 2030, soit 10 ans plus tôt que les estimations précédentes des scientifiques[108] et non pas en 2100 comme espérés par les accords de la COP21. Ce 6e rapport signale que même en limitant le réchauffement climatique, des seuils ont été franchis et que les catastrophes naturelles devraient se multiplier[109]. Par ailleurs, le rapport précise qu'aucune région du monde ne sera épargnée, que c'est le vivant dans sa globalité, qui sera affecté, et signale que différents records ont de nouveau été dépassés, notamment le niveau de concentration en dioxyde de carbone (CO2) qui est à son plus haut niveau depuis 2 millions d’années, la superficie de la banquise Arctique qui est au plus bas depuis 1 000 ans, les glaciers de la planète qui ont reculé de 40 % depuis les années 1950, un niveau sans précédent depuis au minimum 2 000 ans[110]. Le rapport montre également la part importante du méthane dans les gaz à effet de serre. La concentration de CH4 n'a jamais été aussi élevée depuis 800 000 ans. Le pouvoir de réchauffement du méthane est presque 30 fois supérieur à celui du CO2 ; 60 % de celui-ci est dû aux activités humaines et il est en forte progression depuis 10 ans[111],[112].
- Le 30 novembre 2021, le paléontologue Henry Gee estime dans un article de Scientific American[113] que la dégradation de l’habitat d’« Homo sapiens », sa faible variabilité génétique et la baisse de sa fertilité préparent le terrain à l’effondrement de l’espèce[114].

#### 2022
- Le 1er août 2022, une étude publiée dans la revue américaine PNAS du MIT, mentionne qu’« il existe de nombreuses raisons de soupçonner que le changement climatique pourrait entraîner une catastrophe mondiale », un effondrement sociétal, voire l'extinction de l'humanité et estime qu’actuellement ce sujet crucial est dangereusement sous-exploré[115],[116].

#### 2023
- le 7 juin, la "Earth Commission" (Commission de la Terre), équipe de plus de 40 scientifiques internationaux, a fait paraitre dans la revue Nature une alerte sur le franchissement de 7 des 8 lignes rouges planétaires fatidiques et annoncent que l'humanité se rapproche irrémediablement des "points de bascule négatifs, existentiels et irréversibles". : « les variables, détraquées par l’activité humaine, relèvent des domaines du climat, de la biodiversité, du cycle de l’eau douce, de la couche d’ozone, de l’acidification des océans, des processus biochimiques de l’azote et du phosphore, de l’utilisation des terres, de la charge en aérosols atmosphériques, et enfin de la pollution radioactive ou chimique (plastiques, pesticides, solvants, polluants organiques persistants[117] »

La seule des limites n'ayant pas été dépassée étant la charge en aérosols atmosphériques. Le collectif précise que c'est la stabilité de la planète entière qui est concernée.
- Le 4 octobre, le Pape François prévient « Le monde est en train de s'écrouler ("is collapsing") et pourrait bien être proche du point de rupture »[118].

- Selon un groupe de scientifiques internationaux de haut niveau, le changement climatique constitue désormais une menace existentielle directe pour la vie sur terre. L'étude, publiée dans la revue BioScience en octobre 2023, a examiné 35 "signes vitaux" planétaires et relève que 20 de ces indicateurs ont atteint un niveau record en 2023[119],[120].

- Le rapport « Global Tipping Points » coordonné par le « Global Systems Institute de l’université d’Exeter »(Royaume uni) paru en décembre 2023 à l’occasion de la COP28 et se référant au concept de  Point de bascule, « décompte 25 points de bascule identifiés dans le système terrestre : six dans la cryosphère (par exemple fonte des pergélisols et des calottes glaciaires de l’Antarctique et du Groenland), seize dans la biosphère (comme l’eutrophisation des lacs, la disparition du corail, etc.) et quatre dans les circulations atmosphériques et océaniques (mousson ouest africaine ou circulation méridienne de retournement Atlantique, Amoc, par exemple) ». Sonia Kéfi co-autrice de ce rapport, alerte sur le fait que nous sommes désormais au seuil de points de bascule en cascade du système Terre dans son ensemble[121].

#### 2024
- Dans un nouveau bilan mondial, publié le 3 septembre 2024 dans la revue scientifique Environmental Research Letters, une équipe internationale de climatologues, sous l’égide du Global Carbon Project, constate que la concentration de méthane (CH4) dans l’atmosphère « augmente plus rapidement que tout autre gaz à effet de serre majeur » et qu’« il n’y a jamais eu autant de méthane dans l’atmosphère » [122]. Le méthane est à l’origine d’un tiers du réchauffement climatique global, son pouvoir de réchauffement est 80 fois supérieur à celui du dioxyde de carbone (CO2) sur vingt ans et 30 fois sur un siècle[123]. Les scientifiques précisent que les émissions de méthane ne cessant d'augmenter, et à un rythme de plus en plus rapide ces dernières années, celles-ci menacent gravement la trajectoire climatique de la planète et son habitabilité[124].

- Le Rapport Planète Vivante d'octobre 2024 du WWF met en lumière un déclin de 73% des populations d'animaux sauvages depuis 1970. Ces pertes fragilisent les services écosystémiques vitaux comme la pollinisation. La nature disparaît à un rythme particulièrement inquiétant. "Quand les impacts se cumulent et atteignent un certain seuil, le changement s’auto-alimente de lui même, provoquant alors un bouleversement considérable, souvent brutal et potentiellement irréversible". C'est ce qu'on appelle un point de bascule. Ce qui augmente de façon alarmante la vulnérabilité des sociétés humaines[125].

- Selon un rapport américain de l'Agence d'observation atmosphérique et océanique américaine (NOAA) publié le 10 décembre 2024, aujourd’hui, l’Arctique émet plus de CO2 qu’elle n’en stocke. Cette nouvelle donnée "aggravera les effets du changement climatique", selon Rick Spinrad, chef de l'agence sus-citée. C'est "un signe avant-coureur alarmant", a réagi mardi Brenda Ekwurzel, climatologue de l'ONG américaine Union of Concerned Scientists; "Une fois atteints, nombre de ces seuils d'impacts négatifs sur les écosystèmes sont irréversibles" [126] , [127].

- Par ailleurs, la forêt amazonienne, autrefois considérée comme un puits de carbone majeur est aujourd'hui, à cause de la déforestation, des feux de forêt, de l'exploitation agricole et du réchauffement climatique, dans certaines régions, une source nette d'émissions de CO2. Sans changements radicaux, l'Amazonie pourraient prochainement atteindre un point de bascule, transformant de vastes zones en savane. Cela aurait pour conséquence de libérer d'énormes quantités de CO2 stocké dans la végétation et le sol, cela contribuant encore davantage au réchauffement climatique[128],[129].

- L'année 2024 a été l'année la plus chaude jamais enregistrée sur terre, la première ayant dépassé 1,5 degré de réchauffement en moyenne mondiale depuis l'ère préindustrielle[130] ,[131], [132]. Les principales conséquences de ce réchauffement des températures sont une diminution de la disponibilité en eau et des rendements des cultures, ainsi que des risques accrus de sécheresse, de perte de biodiversité, d'incendies de forêt et de vagues de chaleur[133],[134].

## Quelques positions vis-à-vis des risques d'effondrements environnementaux et sociétaux
Selon certains tenants des théories de l'effondrement, la première réaction, fréquente face à cette perspective, serait le déni auquel succéderait, pour ceux dépassant ce stade, la colère, le marchandage, la dépression puis l'acceptation et la recherche de solutions ou d'adaptation (la résilience) selon les « cinq phases du deuil » d'après Elisabeth Kübler-Ross[réf. nécessaire].
En France, des personnes échangent autour de ce sujet, par exemple au sein de l'« Institut Momentum », fondé par Agnès Sinaï et présidé par Yves Cochet, ancien ministre français de l'Environnement et ancien parlementaire. Dès 2005, Yves Cochet alerte sur le risque d'effondrement, en particulier dans son livre Pétrole apocalypse. Il reste aujourd'hui particulièrement alarmiste comme le souligne sa tribune dans le journal Libération d'août 2017. Il estime dans un ouvrage publié en 2017 que l'effondrement aura lieu avant 2030. En septembre 2019, il publie Devant l'effondrement : Essai de collapsologie, dans lequel il annonce que par effets systémiques l'effondrement mondial devrait se produire entre 2020 et 2040, période durant laquelle la population serait décimée par la famine, les maladies, les guerres, jusqu'à être réduite à deux ou trois milliards d'humains. Selon lui il ne serait désormais plus possible d'échapper à cet effondrement ; on ne pourrait que tenter d'amoindrir l'ampleur du choc,. Par ailleurs, les membres de l'association Adrastia créée par Vincent Mignerot se projettent dans la perspective d'un effondrement global à court ou moyen terme de la civilisation thermo-industrielle globale, du fait du dépassement des limites planétaires, et prônent une adaptation aussi démocratique et éthique que possible.
Dans le monde, un nombre indéterminé d'individus se préparent à l'éventualité d'un collapsus, dans un mouvement très diversifié dit « survivaliste », qui envisage des solutions individuelles (création, pour ses proches et soi-même, d'une base autonome durable, concernant notamment un stock de marchandises alimentaires, d'articles de premiers soins, d'armement défensif) ou collaboratives (jardins potager collectifs, développement du troc, échange de biens et de services).
En réponse au réchauffement climatique, la géoingénierie envisage des solutions qui font polémique.
Les modèles politiques et économiques du développement durable et de la croissance verte postulent que déployer des techniques et comportements plus sobres permettraient d'éviter l'effondrement de la civilisation et de stabiliser ou maintenir une croissance économique globale (ce qui implique un découplage entre consommation de ressources et production de richesses).
Certains pensent que la fusion nucléaire pourrait apporter d'ici quelques décennies une solution aux problèmes d'énergie,.
D'autres prônent une décroissance de la consommation afin de garantir la durabilité de la société humaine, via une simplicité volontaire . Ces comportements impliquent une consommation modérée, raisonnée et responsable, qui inclut une perte de confort, respectueuse de la planète et en accord avec nos propres besoins réels. Timothée Parrique, par le biais de son livre Ralentir ou périr, une économie de la décroissance rencontre un succès inattendu pour un livre d'économie. il propose un modèle de société post-croissance, contribuant à la justice sociale et au bien-être collectif. Il remet en question la notion de PIB qui est, selon lui, un indicateur obsolète qui ne calcule que les flux monétaires mais aucunement la qualité, ni la durabilité du système. Il critique la croissance qui a amené l'humanité à franchir les limites planétaires. Il rejette aussi le concept de la « croissance verte » qui, selon lui, reste un leurre car elle ne permet nullement de réduire les gaz à effet de serre, ni la destruction de la biodiversité,.
Le mouvement Alternatiba s'organise en 2013 et initie des villages éphémères et alternatifs afin de promouvoir une autre façon d'être au monde, respectueuse et protectrice du vivant, solidaire et coopérative, responsable et joyeuse, en pronant la non-violence, la radicalité, la lutte contre le dérèglement climatique et pour la justice sociale.
Le film documentaire Demain réalisé en 2015 par Cyril Dion et Mélanie Laurent est basé sur la possibilité d'un effondrement imminent et montre des propositions alternatives grâce notamment à la permaculture, l'agroécologie, la monnaie locale, la démocratie participative, le recyclage et la récupération, etc.
En 2013, une initiative citoyenne européenne (End Ecocide in Europe) vise à faire reconnaître le crime d'écocide en droit européen pour freiner la destruction des écosystèmes et la mise en péril des conditions de vie des générations présentes et futures. L'initiative devient mondiale en 2014 (alors renommée End Ecocide on Earth). Elle plaide pour que la Cour pénale internationale reconnaisse l'écocide comme un crime contre la paix et la sécurité humaine.
En 2014, Philippe Bihouix (ingénieur centralien), « face aux signaux alarmants de la crise globale », préconise les low-tech (contraire des high-tech), moins énergivores et moins polluantes qui permettraient, selon lui, de « conserver un niveau de confort tout en évitant les chocs des pénuries à venir »[réf. nécessaire]. la pénurie de métaux stratégiques condamnera une civilisation technologique dépendante des métaux rares,,. Selon lui les énergies fossiles polluantes et destructrices des écosystèmes seront, de toute façon, bientôt inexploitables. Il faut donc utiliser les énergies et ressources naturelles sans danger et durables, ne nécessitant pas ou peu de matériaux rares pour fonctionner : l'air, l'eau, le sol et le compost,.
Le dalaï-lama met en garde les nouvelles générations d'un risque concernant leur survie en raison de la crise climatique, les exhortant à une révolution. Ses propos sont retranscrits dans l’essai publié en 2017 Faites la révolution ! - L'Appel du Dalaï-Lama à la jeunesse écrit par Sofia Stril-Rever. Par ailleurs, dans son livre paru en février 2021, L'appel pour le climat du Dalaï-Lama, il exhorte la communauté humaine à regarder de front notre responsabilité universelle et à agir collectivement et rapidement pour la protection du climat.
En 2018, l'« Appel des coquelicots » organise chaque premier vendredi du mois des rassemblements contre l'usage de produits chimiques dans l'agriculture en France. En France, si la quantité de pesticides utilisés est passée de 100 000 à 70 000 tonnes, le nombre de doses unités (NODU) mesuré par le ministère de l'Agriculture est en augmentation (+12 % entre 2014 et 2016)[réf. nécessaire] et leur usage dans le monde s'accroît, y compris celui de pesticides plus anciens ou interdits dans certains pays.
La même année, un mouvement citoyen « Il est encore temps » organise des évènements dans toute la France : marches citoyennes, concerts, pétition en ligne ainsi que le dépôt d'une plainte appelée « L'Affaire du siècle », contre l'État français accusé de ne pas tenir ses engagements en matière de lutte contre le réchauffement climatique. La pétition recueille plus de 2 millions de signatures. Le 3 février 2021, l'État français est condamné par le tribunal administratif de Paris pour « carences fautives » dans sa lutte contre le réchauffement climatique.
En août 2018, une jeune suédoise de 15 ans, Greta Thunberg, entame en solitaire une grève des cours et s'installe chaque vendredi devant le Parlement de Stockholm pour réclamer du gouvernement suédois des actions fortes contre le réchauffement climatique. Elle est à l'origine d'un mouvement planétaire sans précédent. Inspirés par son action, quelque 20 000 étudiants dans le monde participent en décembre 2018 à la grève étudiante pour le climat. Une mobilisation générale nommée « Grève mondiale des jeunes pour le climat » connaît le 15 mars 2019 un succès inédit : elle est suivie par 50 000 personnes en Belgique, 66 000 en Suisse, 150 000 en Australie, 195 000 en France et 300 000 en Allemagne. Greta Thunberg s'exprime à la COP24, au Forum économique mondial de Davos, est reçue par le président Emmanuel Macron, par le pape François. En mars 2019, elle est proposée pour le prix Nobel de la paix. En août 2019, elle traverse l'océan Atlantique en voilier pour assister au sommet « Action Climat » de l'Organisation des Nations unies à New York, où elle tient un discours particulièrement remarqué et commenté.
En septembre 2019 la grève étudiante pour le climat réunit dans les rues, selon le site militant 350.org, lors de diverses marches pour le climat du 20 au 27 septembre 2019, 7,6 millions de personnes dans le monde, dont plus de 600 000 au Québec le 27 septembre 2019 et 195 000 en France[source insuffisante].
En octobre 2018, un mouvement de résistance s'organise au Royaume-Uni sous le nom d'Extinction Rebellion. Ce mouvement exige, sous toute forme à l'exclusion de la violence, de la part des dirigeants, la reconnaissance explicite de la gravité et de l'urgence des crises écologiques en cours et l'accès facilité au plus grand nombre à cette information, une mise en place immédiate d'actions contraignantes ayant pour effet la neutralité carbone en 2025, l'arrêt immédiat de la destruction des écosystèmes, et l'instauration rapide d'une assemblée citoyenne chargée de mettre en place des mesures opérationnelles et sans délais, ayant pour objectif de garantir l'accès équitable aux ressources de base et la préservation des écosystèmes. Ce mouvement de désobéissance civile prend au Royaume-Uni une ampleur inattendue. Ce mouvement déborde ensuite les frontières britanniques pour se répandre en Europe et dans le monde.
La vague récente d'élargissement de la diffusion des théories de l'effondrement a été encore peu étudiée en sciences sociales. Le politiste Luc Semal insiste sur la continuité avec les mouvements de la décroissance et des Villes en Transition, datant de la décennie précédente. Les sociabilités électroniques des « effondrés » commencent à être décrites, et attirent l'attention de prospectivistes.
L'idée d’un « Green New Deal » se développe aux États-Unis. Il s’agit d’une déclaration d’intention non contraignante qui a pour objectif de lutter radicalement contre le changement climatique en créant une économie verte. Cette déclaration propose, entre autres, le remplacement à 100 % des énergies fossiles par de l’énergie renouvelable, un revenu de base universel et un régime universel de soins. Le projet est porté aux États-Unis par deux démocrates : Alexandria Ocasio-Cortez, progressiste élue à la Chambre des représentants, et le sénateur démocrate Ed Markey. Ce projet est popularisé aux États-Unis et dans le monde notamment par le dernier livre de l'économiste américain Jeremy Rifkin : Le New Deal vert mondial[réf. nécessaire]. L’altermondialiste et essayiste canadienne Naomi Klein propose également un New Deal vert. Dans son livre Plan B pour la planète : le new deal vert, là où Jeremy Rifkin prône le capitalisme et la technologie, elle propose le partage des richesses et la sobriété. En Europe, Ursula von der Leyen promet de mettre en place un « green deal » pour l’Union européenne durant ses cents premiers jours à la tête de la Commission européenne.
Le 20 février 2020, dans une tribune du journal Le Monde, mille scientifiques de toutes disciplines appellent les citoyens à participer aux « actions de désobéissance civile » menées par des mouvements écologistes face à « l'urgence climatique » et à l'« inaction des gouvernements »,.
Devant l'inertie des pouvoirs publics en matière de lutte contre le réchauffement climatique, et l'effondrement de la biodiversité, des scientifiques, sortent encore davantage de leur réserve et s'impliquent eux-mêmes en fondant les Scientifiques en Rébellion sur le modèle d'Extinction Rebellion. Le collectif est né de l’Appel des 1000 scientifiques à la désobéissance civile paru dans le journal Le Monde en février 2020.
En France, le Conseil économique, social et environnemental, sur demande du Premier ministre Édouard Philippe, met en place une Convention citoyenne pour le climat à partir d'un échantillon représentatif de Français. Sa mission consiste à proposer des mesures pour que la France parvienne, d'ici 2030, à réduire ses émissions de gaz à effet de serre de 40 % par rapport à 1990. Seules 10 % des mesures préconisées par cette convention seront retenues.
Les Soulèvements de la Terre, un collectif d'écologie politique est fondé en janvier 2021 ; il englobe notamment le mouvement climat, des organisations paysannes, des luttes locales... Ce mouvement s'oppose activement à l'accaparement des terres par l'agro-industrie et l'artificialisation des sols. Il mène des actions de désobéissance civile et de sabotage d'infrastructures industrielles qu'il considère comme polluantes et néfaste au climat et à la biodiversité. Ils se sont particulièrement fait connaitre, en mars 2023, lors d'une manifestation contre un projet de « méga-bassines » à Sainte-Soline.
Créé en France en 2022, le mouvement Dernière Rénovation se fait connaitre par des actions d'éclat comme l'aspersion de soupe d'une œuvre d'art dans un musée soucieux ainsi de souligner le manque de réactivité du gouvernement face à l'urgence climatique. Se considérant comme la dernière génération capable d’empêcher un effondrement sociétal, leur revendication est particulièrement ciblée : la rénovation énergétique des bâtiments en France sans délai comme s'y était engagé le gouvernement français. Son but est double : tenter d'échapper à l'éco-anxiété par l'action et tenter de participer à la réduction des gaz a effet de serre.

## Opposition aux théories prédisant un effondrement de la civilisation

### Objections aux limites de la croissance
Plusieurs auteurs s'opposent à l'idée que la civilisation industrielle pourrait s'effondrer, et considèrent que la croissance peut se prolonger indéfiniment.

### Risques liés au réchauffement climatique
Un petit nombre de scientifiques nient encore l'existence du réchauffement climatique ou son origine anthropique.
Toutefois, en 2019, l'examen de plus de 11 000 articles scientifiques publiés sur le sujet dans des revues à comité de lecture au cours des sept premiers mois de l'année montre que l'écrasante majorité des scientifiques s'entendent sur l'origine humaine du réchauffement climatique,.
Ensuite, certains acteurs, en ne s'appuyant que sur les faits allant dans le sens de leur thèse, affirment que le réchauffement climatique est non seulement non délétère pour l’humanité, mais encore qu’il lui offre des bénéfices. En effet, certaines études évoquent quelques effets positifs très spécifiques et très localisés du réchauffement climatique.
Cependant, ils sont à ce point circonscrits et contrebalancés par les effets négatifs massifs, qu'ils en sont anecdotiques. Ainsi, les experts du Groupe d'experts intergouvernemental sur l'évolution du climat (GIEC) expriment de graves préoccupations quant à l'intensité du réchauffement climatique et à ses effets. Ils n'excluent pas dans leurs rapports, sans l'évoquer explicitement pour autant, un risque d'effondrement de la civilisation,.

### Confiance dans la technologie
Certains auteurs, comme les écrivains Stewart Brand et Ramez Naam et le physicien David Deutsch, sans nier l'existence des défis rencontrés par l'humanité, considèrent que la technologie est à même de leur apporter des réponses,. Antoine Buéno, essayiste et conseiller au Sénat pour le développement durable et la prospective considère, sans tenter d'en diminuer ni les risques, ni la gravité, que l'effondrement n'aura probablement pas lieu. Ne croyant pas aux effets positifs de la décroissance, Antoine Buéno défend plutôt un développement durable à base de sobriété volontaire, de technologie (fusion nucléaire, captation atmosphérique du carbone) et de space mining, c'est-à-dire l’importation et l’utilisation de matières premières spatiales provenant notamment d'astéroïdes.
Cependant, d'autres auteurs tel le chimiste Ugo Bardi affirment que ces projets technofuturistes sont de l'ordre de l'expérience de pensée et ne seront pas réalisables, notamment à cause du besoin en énergie gigantesque et inatteignable que ces projets supposent pour être concrétisés. Concernant spécifiquement la fusion nucléaire, l'ingénieur Jean-Marc Jancovici avance que celle-ci ne sera techniquement possible a minima que dans plusieurs décennies, et ainsi après la nécessaire atteinte de la neutralité carbone en 2050. Celle-ci arrivera donc trop tard pour aider à décarboner la production d'électricité.